# Драгиша Милојковић
Драгиша Милојковић (Јагодина, 12. мај 1971) српски је позоришни, телевизијски и филмски глумац.
Глуму је дипломирао на академији у Новом Саду у класи професора Петра Банићевића. Игра у Београдском драмском позоришту. Написао је књигу „Ја, мој отац“ коју је издао 2008. године.

## Филмографија
| Год.       | Назив                | Улога              |
| ---------- | -------------------- | ------------------ |
| 1990.-те   |                      |                    |
| 1991.      | Театар у Срба        |                    |
| 1997.      | Покондирена тиква    | Василије           |
| 2000.-те   |                      |                    |
| 2000.      | Стари врускавац      |                    |
| 2001.      | Сељаци               | Милутин            |
| 2001.      | Све је за људе       | Милутин            |
| 2002.      | Хотел са 7 звездица  | Лаки               |
| 2003.      | М(ј)ешовити брак     |                    |
| 2003.      | Приватни животи      | Виктор Прајн       |
| 2006.      | Реконвалесценти      |                    |
| 2007.      | Божићна печеница     | Павле Постиљоновић |
| 2007.      | Маска                | Стратимировић      |
| 2008.      | Последња аудијенција | Љуба Дидић         |
| 2006—2009. | Сељаци (ТВ серија)   | Милутин            |
| 2010.-те   |                      |                    |
| 2013.      | Звездара (ТВ серија) | златар             |